# Tipitapa

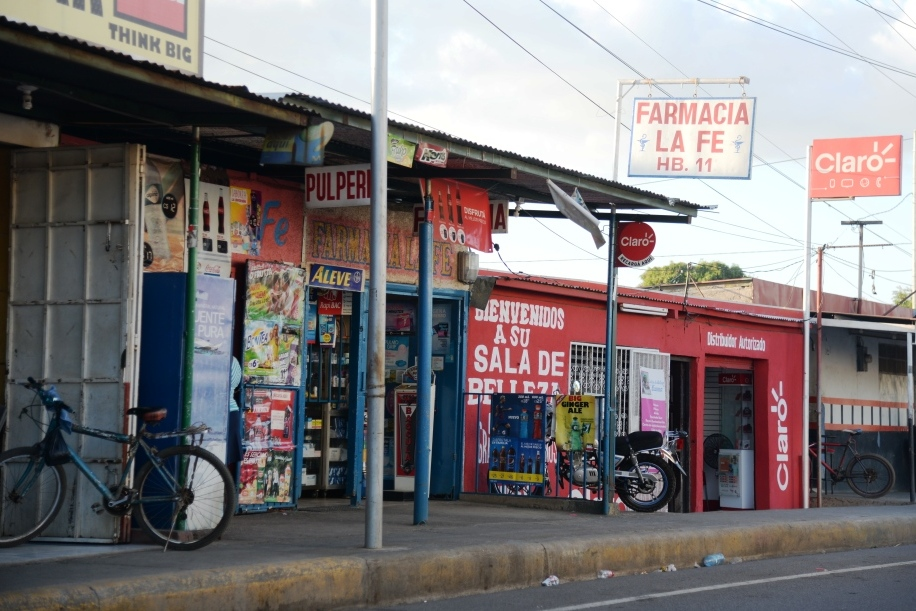
Tipitapa (2017)

Tipitapa ist ein Municipio im Departamento Managua in Nicaragua.
Der Ort liegt verkehrsgünstig an der Panamericana 22 km östlich von Managua und sehr nah vom internationalen Flughafen Managua am Managuasee.

## Geschichte
Um 4000 v. Chr. liefen Menschen am Rand des Managuasees und hinterließen Spuren in Huellas de Acahualinca. Auf Nahuat bedeutet Tipitapa Ort der Steinmatten. Im Jahr 596 lebten Chorotegas hier. Im Gebiet des Municipios liegt die Hacienda San Jacinto, auf welcher am 14. September 1856 die Schlacht von San Jacinto gegen die Filibustiere von William Walker geschlagen wurde.

## Pacto del Espino Negro
Die Generäle der Partido Liberal José María Moncada und Juan Bautista Sacasa kämpften bis zum 4. Mai 1929 im Krieg Guerra Constitucionalista, dann schlossen sie bei Tipitapa mit dem vom US-Präsidenten Calvin Coolidge gesandten Henry L. Stimson unter einer Espino Negro den Pacto del Espino Negro. Nach der Amtszeit von Díaz durfte Moncada und anschließend Juan Bautista Sacasa Präsident werden. 1929 wurde ein Gesetz erlassen nach dem Tipitapa nun "Villa Stimpson" heißen sollte, aus verschiedenen Gründen wurde dann jedoch ein weiteres Gesetz erlassen, welches auf den vorhergehenden San José de Tipitapa zurückbenannte.

## Trockenkanal
Die Gegend wurde verschiedentlich als Route für einen transozeanischen Trockenkanal in Betracht gezogen. Diese transozeanische Wasserstraße soll Atlantik und Pazifik verbinden und mehr als dreimal so lang wie der 82 Kilometer lange Panamakanal und dessen größter Konkurrent werden. 105 Kilometer der Strecke sollen durch den Nicaraguasee führen. Neben dem Kanal sind ein Flughafen, eine Pipeline, zwei Tiefseehäfen, eine Bahnverbindung, eine Freihandelszone und ein Tourismusresort geplant.

## Las Mercedes
Tipitapa befindet sich in der Nähe der großen Freihandelszone Las Mercedes mit mehr als 30.000 Beschäftigten in Maquilas. Arbeiter erhalten umgerechnet etwa fünf bis sechs US-Dollar am Tag in Form von Córdobas. In der Freihandelszone sind beispielsweise chemische Unternehmen, Hersteller von Pestiziden, sowie Möbelpolsterer, welche Zulieferer für US-Möbelhersteller sind, angesiedelt. Chentex Garment S. A. ist eine der großen Maquila-Fabriken von "Las Mercedes" und gehört zu der taiwanesischen Unternehmensgruppe Nien Hsing, einer der weltweit größten Jeans-Produzenten, der noch vier weitere Maquilas in Nicaragua betreibt. Chentex beschäftigt rund 1.900 Arbeiterinnen, die Hosen für den US-amerikanischen Markt produzieren.

## Landwirtschaft
Im Gebiet werden landwirtschaftliche Produkte wie Rinder, Melonen, Mais, Sorghum und Erdnüsse produziert.
Die Asociación Coordinadora Municipal de Proyectos de Ciudades Hermanas de Tipitapa (COMPALCIHT) wurde 1987 gegründet und koordiniert Projekte von Partnerstädten wie Sozialarbeit, Ernährungsprogramme, landwirtschaftliche Projekte, Gesundheitsförderung, Jugend-Programme und Schulprojekte. Seit 1987 gibt es das New York-Tipitapa Sister City Project, welches aus dem Committee for Non-Intervention in Central America gegründet wurde und bewussten kulturellen Austausch fördert.

## Fiestas
Vom 6. bis zum 30. Januar wird der Patron "Esquipulas" oder Cristo Negro gefeiert.

## Río Tipitapa
Der Rio Tipitapa oder Río Panaloya ist der Abfluss des Managuasees bei Tipitapa in den Nicaraguasee.